# Stringtown
Stringtown – miasto w Stanach Zjednoczonych, w stanie Oklahoma, w hrabstwie Atoka.